# Istigobius spence
Istigobius spence és una espècie de peix de la família dels gòbids i de l'ordre dels perciformes.

## Morfologia
Els mascles poden assolir els 7,9 cm de longitud total.

## Distribució geogràfica
Es troba a Moçambic, Kenya, Sri Lanka, Papua Nova Guinea, Austràlia i Micronèsia.